# Pfarrkirche Mühlbach am Hochkönig

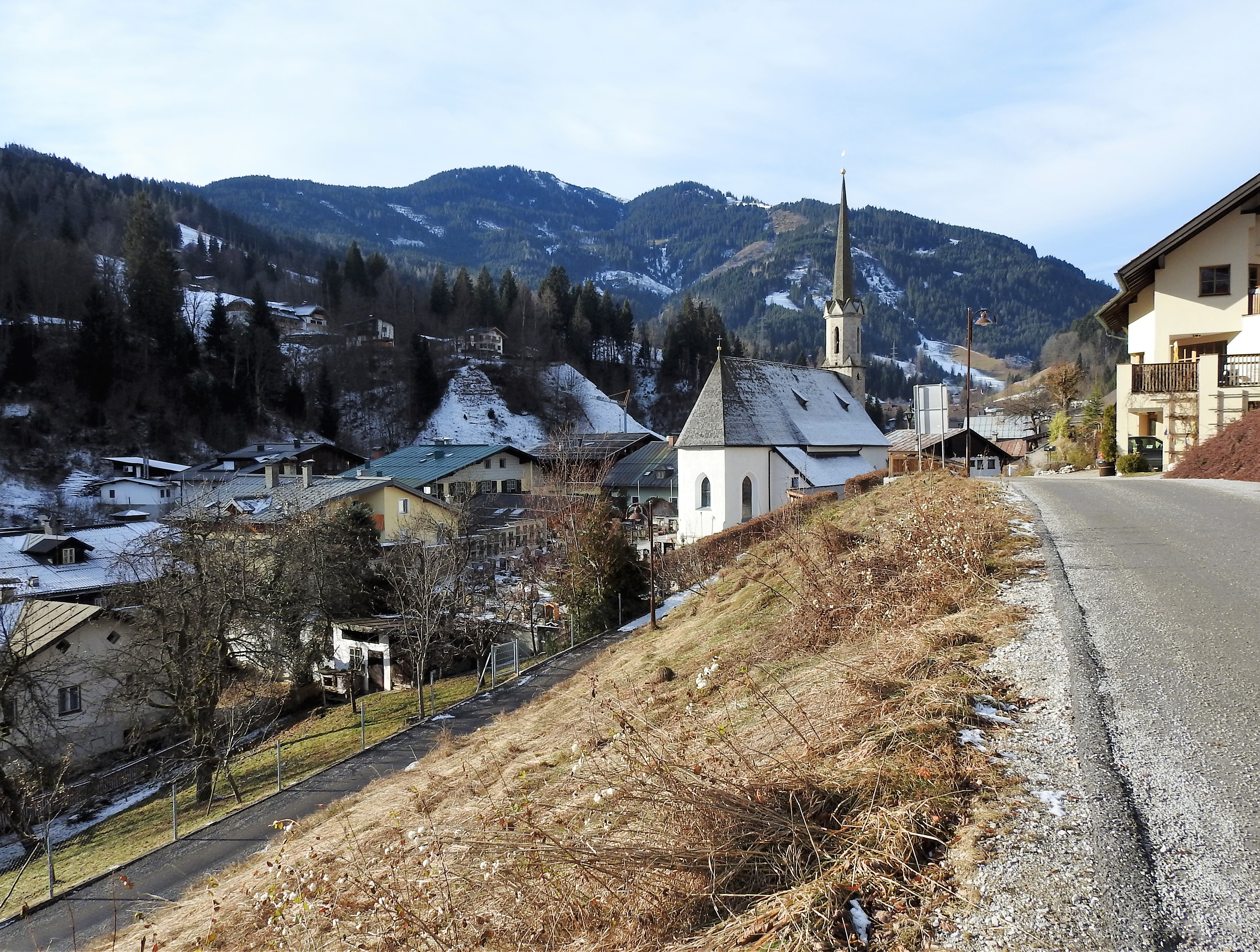
Katholische Pfarrkirche hl. Sebastian in Mühlbach am Hochkönig

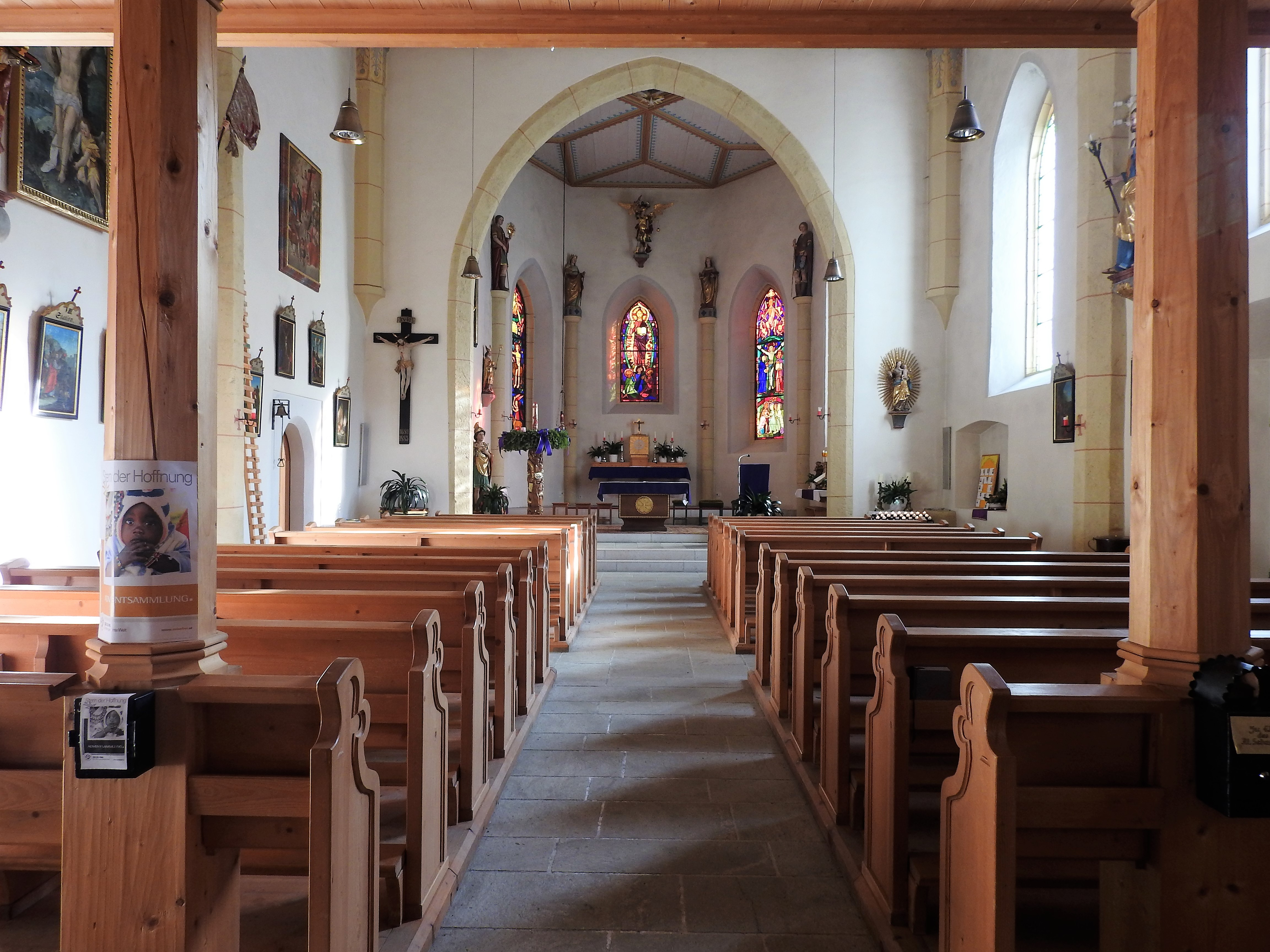
Langhaus, Blick zum Chor

Die römisch-katholische Pfarrkirche Mühlbach am Hochkönig steht auf einem Abhang in der Ortsmitte der Gemeinde Mühlbach am Hochkönig im Bezirk St. Johann im Pongau im Land Salzburg. Die dem Patrozinium des hl. Sebastian unterstellte Pfarrkirche gehört zum Dekanat St. Johann im Pongau der Erzdiözese Salzburg. Die Kirche steht unter Denkmalschutz (Listeneintrag).

## Geschichte
Urkundlich wurde 1519 der Bau einer Sebastianskapelle genannt und 1637 fertiggestellt. 1678 ein Vikariat, erfolgte 1700 eine Weihe der Kirche und 1859 die Erhebung zur Pfarrkirche. 1883 wurde die Kirche baulich erweitert und erhielt einen Turm. Restaurierungen erfolgten 1936 und 1965. 1978 wurde der Turm renoviert.

## Architektur
Das einschiffige spätgotische Langhaus wurde 1883 um ein Joch nach Westen erweitert. Der spätgotische Chor hat einen polygonalen Schluss. Das Satteldach ist mit Holzschindeln gedeckt. Das Langhaus zeigt Spitzbogenfenster und an den Längsseiten abgestufte Strebepfeiler, das spätgotische Spitzbogenportal mit Stabwerk wurde in die spätere Westfront übertragen. Der Westturm aus 1883 zeigt Spitzbögen, Gesimse und spitzbogige Fenster, der achtseitige Aufsatz hat spitzbogige Schallfenster und ein profiliertes Abschlussgesims, darüber einen Dreieckgiebelkranz und einen holzschindelgedeckten Spitzhelm. Nordseitig am Chor steht ein Sakristeianbau.
Das Kircheninnere zeigt ein dreijochiges Langhaus mit achteckigen Wanddiensten und einer hölzernen Flachdeckenkonstruktion. Die Empore steht auf Pfeilern. Die Glasfenster entstanden 1884. Der Triumphbogen ist spitzbogig. Der eingezogene einjochige Chor in der Höhe des Langhauses hat einen Dreiseitschluss und Runddienste mit einer Flachdecke, links führt ein rundbogiges Portal mit einer Eisenplattentür in die einjochige kreuzgratgewölbte Sakristei. Die Glasgemälde im Chor schuf der Maler Karl Weiser 1969. Ein Glasfenster nennt das Jahr 1884.

## Einrichtung
Im Chor befinden sich an den Runddiensten die Konsolfiguren der Heiligen Maria, Josef, Antonius von Padua, Schmerzensmann und Michael aus dem 18. Jahrhundert. Der linke Seitenaltar trägt die Konsolfigur Maria mit Kind aus dem Ende es 17. Jahrhunderts. Der rechte Seitenaltar zeigt das ehemalige Hochaltarbild hl. Sebastian mit dem Monogramm G.H. aus dem zweiten Viertel des 17. Jahrhunderts. Das Triumphbogenkreuz zeigt die Jahresangaben 1689 und 1885. Die vierzehn Stationsbilder entstanden im Ende des 19. Jahrhunderts. 

## Grabdenkmäler
Es gibt Grabsteine: Zu Ferdinand Mathaeus Fritsch 1748, zu Johann Evangelist Krauk 1860, zu Johann Weyrer 1862 und zu Franz von Lidl 1889.